# Squid Game: The Challenge
Squid Game: The Challenge ist eine britische Adaption der Dramaserie Squid Game, in der die Figuren bei einem tödlichen Spielturnier antreten, als Reality-Gameshow.

## Inhalt
456 Spieler treten in einer Reihe von Spielen an, durch die immer weiter die Verlierer eliminiert werden. Eliminierungen während der Spiele werden meistens durch aktivierte Tintenpäckchen an ihrer Kleidung, so als ob sie erschossen würden, dargestellt. Dazwischen erhalten Spieler durch Tests die Möglichkeit, andere zu eliminieren, oder einen Vorteil. Das Preisgeld steigert sich für jeden eliminierten Spieler um 10.000 $, sodass der Gewinner 4,56 Millionen Dollar erhält. Aus der Serie Squid Game werden sowohl das Setdesign der Location und die Kleidung für die Spieler und Mitarbeiter imitiert als auch die meisten Spiele übernommen.

## Staffel 1

### Spiele und Tests
- Rotes Licht, grünes Licht: Die Spieler müssen innerhalb von fünf Minuten eine Ebene von einem Ende zu einer Ziellinie überqueren. Dort steht eine überdimensionierte Spielpuppe, die ihren Kopf zu den Spielern und wieder wegdreht. Eliminiert werden Spieler, die sich bewegen, während die Puppe zu den Spielern schaut, oder die es nicht innerhalb der fünf Minuten zum Ziel schaffen.

- Entscheidungstest: Zwei Spieler (101 und 134) konnten entscheiden, einen anderen Spieler zu eliminieren oder einem einen Vorteil zu geben, und eliminierten 200.

- Dalgona: Die Spieler müssen sich in vier Reihen aufstellen. Jeweils die ersten der Reihen werden in einen Raum geführt, in dem an der Wand die Symbole Kreis, Dreieck, Stern und Regenschirm angebracht sind. Die vier Spieler müssen sich innerhalb zwei Minuten einigen, welche Gruppe welches Symbol erhält. Wenn sie sich nicht einigen, werden die vier eliminiert und die nächsten in den Reihen kommen dran. Eine Einigung kommt erst bei der dritten Runde zustande. Dann erhalten alle Spieler Dalgona-Kekse, in denen das für ihre Gruppe gewählte Symbol vorgestanzt ist, und müssen dieses herausbrechen. Eliminiert wird, bei wem die Figur dabei zerbricht oder nicht innerhalb der Zeit herausgelöst ist.

- Telefontest: Ein Telefon wird in den Aufenthaltsraum gebracht. Als ein Spieler (198) den Hörer abnimmt, erhält er eine Belohnung; als er das zweite Mal annimmt, muss er als Test einen anderen Spieler überzeugen, den Hörer zu nehmen, oder wird selbst eliminiert.

- Schiffe versenken (statt Tauziehen): Die Spieler müssen sich in acht Teams aufteilen, die in vier Runden zu zweit gegeneinander antreten. Die Teams bestimmen einen Captain und Lieutenant, die die Schiffe, in denen die übrigen Spieler stehen, auf dem Spielfeld platzieren. Abwechselnd wählen die Captains Zellen des gegnerischen Spielfelds, worauf angezeigt wird, ob sie ein Schiff oder daneben getroffen haben. Gewonnen hat das Team, das zwei Schiffe des gegnerischen Teams versenkt. Eliminiert werden alle Spieler in vollständig versenkten Schiffen, unabhängig ob im Gewinner- oder Verliererteam, sowie der Captain und Lieutenant des Verlierer-Teams.

- Abstimmungstest: Ein Zahlenpad wird in den Aufenthaltsraum geführt. Jeder Spieler muss eine dreistellige Zahl eingeben, mit der der entsprechende Spieler nominiert wird. Eliminiert werden die drei Spieler mit den meisten Stimmen.

- Springteufel-Test: Mehrere Springteufelboxen werden in den Aufenthaltsraum geführt. Fünf Freiwillige wählten für sich jeweils eine Box aus und mussten daran kurbeln, bis der Springteufel herausspringt, der eine Karte trägt. Sie konnten damit entweder einen Vorteil für sich gewinnen, die Möglichkeit, einen bis drei Spieler zu eliminieren, oder selbst direkt eliminiert werden.

- Orangen: Fünf Spieler erhalten in der Küche die Aufgabe, innerhalb 30 Minuten Orangen in drei Kannen auszupressen. Nachdem sie dies geschafft haben, mussten die Spieler sich in Paare aufteilen und erhielten zur Belohnung jeweils eine Picknickdecke und einen -korb, in dem sich Essen befand sowie ein Sack mit Murmeln.

- Murmeln: Die Paare müssen innerhalb von 20 Minuten selbst entscheiden, was oder wie sie mit den Murmeln spielen wollen, um einen Gewinner zu ermitteln, und das Spiel durchführen. Die Verlierer werden eliminiert sowie beide Spieler, wenn ein Paar keinen Gewinner ermitteln konnte. Ein Spieler, der zum Picknick keinen Partner erhalten hatte, kommt ohne zu spielen weiter.

- Loyalitäts-Test: Die Spieler wählen einen Spielkapitän, der automatisch weiter ist und den Test beginnt. Er wählt einen Spieler, der weiterkommt, und der Reihe nach die Gewählten den nächsten, bis 20 Spieler ausgewählt sind. Die übrigen werden eliminiert.

- Glasbrücke: Die Spieler werden in einen Raum mit einem Greifautomaten, in dem sich Teddybären befinden, geführt. Jeder Spieler muss einen Teddybären herausgreifen und erhält mit diesem ein Leibchen mit einer Startnummer, das er einem anderen Spieler geben muss. So wird die Reihenfolge für das nächste Spiel ermittelt. Die Glasbrücke bildet sich aus zwei parallelen Pfaden an nebeneinanderliegenden Glasplatten. Bei den 17 Paaren an Glasplatten ist jeweils eine stabil und eine bricht unter den Spielern weg. Die Spieler müssen nacheinander die Brücke betreten und pro Paar an Glasplatten sich auf eine stellen. Eliminiert ist, unter wem die Platte wegfällt. Die Gruppe hat insgesamt 30 Minuten, die Brücke zu überqueren.

- Würfel-Test: Ein Würfel wird innerhalb eines als Dreieck ausgelegten Seils platziert. Jeder Spieler, der würfelt, nominiert vor seinem Wurf einen Spieler, der eliminiert werden soll, wenn der Würfel eine 6 zeigt. Gewürfelt wird, bis drei Spieler eliminiert sind.

- Kreis des Vertrauens: Die Spieler sitzen in einem Stuhlkreis und bekommen die Augen verbunden; in der Mitte steht ein Geschenk. Pro Runde wird ein Spieler angetippt und soll das Geschenk an den Platz desjenigen legen, der eliminiert werden soll. Danach nehmen alle die Augenbinde ab. Der Spieler mit dem Geschenk muss raten, wer es ihm gegeben hat. Wird derjenige, der das Geschenk abgelegt hat, erraten, wird dieser Spieler eliminiert; andernfalls derjenige, der das Geschenk bekommen hat.

- Tasten-Test: Die letzten drei Spieler werden mit einem Abendmahl belohnt. Anschließend wird in die Mitte der als Dreieck angeordneten Tische ein Pult mit drei Tasten zum Drücken gestellt. Nacheinander muss jeweils ein Spieler eine Taste drücken. Eine Taste leuchtet nach dem Drücken grün, was bedeutet, dass dieser Spieler ins Finale kommt und den zweiten Finalisten wählen darf; eine Taste leuchtet grau, was keine Konsequenzen hat; eine Taste leuchtet rot, wodurch der Spieler eliminiert wird. Die Finalisten stehen dadurch fest, dass ein Spieler die rot leuchtende Taste drückt.

- Schere, Stein, Papier (statt des Tintenfischspiels): Die letzten zwei Spieler spielen mehrere Runden Schere, Stein, Papier. Nach jeder Runde darf der Gewinner aus einem Glaskasten voller Schlüssel einen Schlüssel herausnehmen und diesen an einem Safe ausprobieren. Wenn sich der Safe durch einen Schlüssel öffnet, hat derjenige Spieler gewonnen.

### Kandidaten
| Anzahl     | Start | RLGL | Ent. | Dalgona | Dalgona | Tel. | SV | Abs. | Spr. | Mur. | Loy. | GB | Wür. | KdV | Tas. | SSP    |
| ---------- | ----- | ---- | ---- | ------- | ------- | ---- | -- | ---- | ---- | ---- | ---- | -- | ---- | --- | ---- | ------ |
| eliminiert |       | 259  | 1    | 8       | 69      | 1    | 45 | 3    | 7    | 32   | 11   | 8  | 3    | 6   | 1    | 1      |
| noch dabei | 456   | 197  | 196  | 188     | 119     | 118  | 73 | 70   | 63   | 31   | 20   | 12 | 9    | 3   | 2    | Sieger |

Aufgrund der besonders hohen Spieleranzahl wird das individuelle Ergebnis der Spieler in folgender Tabelle ab dem Erreichen einer zweistelligen Anzahl, d. h. nach dem Spiel Schiffe Versenken, dargestellt.
|     |           | Ergebnis | Ergebnis | Ergebnis | Ergebnis | Ergebnis | Ergebnis | Ergebnis | Ergebnis | Ergebnis |
| Nr. | Name      | Abs.     | Spr.     | Mur.     | Loy.     | GB       | Wür.     | KdV      | Tas.     | SSP      |
| --- | --------- | -------- | -------- | -------- | -------- | -------- | -------- | -------- | -------- | -------- |
| 002 | Favour    |          |          |          | RAUS     |          |          |          |          |          |
| 016 | Sam       |          |          |          |          |          |          |          | RAUS     |          |
| 018 | Bee       |          |          |          |          |          | RAUS     |          |          |          |
| 019 | Amanda    |          |          |          |          |          |          | RAUS     |          |          |
| 023 | Siobhan   |          |          |          |          | RAUS     |          |          |          |          |
| 026 | Amber     |          | RAUS     |          |          |          |          |          |          |          |
| 030 | Jinwoo    |          |          |          | RAUS     |          |          |          |          |          |
| 031 | Purna     |          |          |          |          |          | RAUS     |          |          |          |
| 043 | Eddie     |          |          | RAUS     |          |          |          |          |          |          |
| 051 | Rose      |          |          |          |          |          |          | RAUS     |          |          |
| 054 | Lucia     |          |          | RAUS     |          |          |          |          |          |          |
| 065 | Dylan     |          |          | RAUS     |          |          |          |          |          |          |
| 077 | Marina    |          |          |          |          | RAUS     |          |          |          |          |
| 080 | Rachelle  |          |          | RAUS     |          |          |          |          |          |          |
| 083 | Christian |          |          | RAUS     |          |          |          |          |          |          |
| 087 | Kyle      |          |          | RAUS     |          |          |          |          |          |          |
| 090 | Ankur     |          |          |          | RAUS     |          |          |          |          |          |
| 097 | Jada      |          |          | RAUS     |          |          |          |          |          |          |
| 120 | Clayton   |          |          |          | RAUS     |          |          |          |          |          |
| 130 | Jakoben   |          | RAUS     |          |          |          |          |          |          |          |
| 141 | Dash      |          | RAUS     |          |          |          |          |          |          |          |
| 149 | Justin    |          |          |          | RAUS     |          |          |          |          |          |
| 158 | Preston   |          |          |          | RAUS     |          |          |          |          |          |
| 161 | Lorenzo   | RAUS     |          |          |          |          |          |          |          |          |
| 176 | Darius    |          | RAUS     |          |          |          |          |          |          |          |
| 178 | Chaz      |          |          |          | RAUS     |          |          |          |          |          |
| 179 | Chaney    |          |          | RAUS     |          |          |          |          |          |          |
| 182 | TJ        |          |          |          |          | RAUS     |          |          |          |          |
| 183 | Jesse     |          |          | RAUS     |          |          |          |          |          |          |
| 202 | Elliott   |          |          | RAUS     |          |          |          |          |          |          |
| 204 | Daniel    |          |          |          | RAUS     |          |          |          |          |          |
| 209 | Marcus    |          |          | RAUS     |          |          |          |          |          |          |
| 210 | Chad      |          |          | RAUS     |          |          |          |          |          |          |
| 215 | Eric      |          |          |          | RAUS     |          |          |          |          |          |
| 221 | Charles   |          |          |          |          | RAUS     |          |          |          |          |
| 222 | Jordan    |          |          |          | RAUS     |          |          |          |          |          |
| 229 | Phalisia  |          |          | RAUS     |          |          |          |          |          |          |
| 232 | Rick      |          | RAUS     |          |          |          |          |          |          |          |
| 243 | Stephen   |          | RAUS     |          |          |          |          |          |          |          |
| 254 | Mikie     |          |          |          |          | RAUS     |          |          |          |          |
| 269 | James     |          |          |          |          | RAUS     |          |          |          |          |
| 278 | Ashley    |          |          |          |          |          |          | RAUS     |          |          |
| 286 | Chad      |          |          |          |          |          | RAUS     |          |          |          |
| 287 | Mai       |          |          |          |          |          |          |          |          | SIEG     |
| 301 | Trey      |          |          |          |          | RAUS     |          |          |          |          |
| 302 | Leann     |          |          | RAUS     |          |          |          |          |          |          |
| 312 | Alexis    |          |          | RAUS     |          |          |          |          |          |          |
| 319 | Yu Hanna  |          |          | RAUS     |          |          |          |          |          |          |
| 323 | Ed        |          |          |          | RAUS     |          |          |          |          |          |
| 326 | Melissa   |          |          | RAUS     |          |          |          |          |          |          |
| 330 | Kien      | RAUS     |          |          |          |          |          |          |          |          |
| 334 | Robert    |          |          | RAUS     |          |          |          |          |          |          |
| 336 | Brian     |          |          | RAUS     |          |          |          |          |          |          |
| 337 | Bradford  |          |          | RAUS     |          |          |          |          |          |          |
| 339 | Rob       |          |          | RAUS     |          |          |          |          |          |          |
| 344 | Charlie   |          |          | RAUS     |          |          |          |          |          |          |
| 355 | Hallie    |          |          |          |          |          |          | RAUS     |          |          |
| 359 | Malyk     |          |          | RAUS     |          |          |          |          |          |          |
| 361 | Melissa   |          |          | RAUS     |          |          |          |          |          |          |
| 374 | Andy      | RAUS     |          |          |          |          |          |          |          |          |
| 375 | Joel      |          | RAUS     |          |          |          |          |          |          |          |
| 382 | Tim       |          |          | RAUS     |          |          |          |          |          |          |
| 393 | Jackie    |          |          |          |          | RAUS     |          |          |          |          |
| 399 | Aurora    |          |          | RAUS     |          |          |          |          |          |          |
| 404 | Ned       |          |          | RAUS     |          |          |          |          |          |          |
| 410 | Demi      |          |          | RAUS     |          |          |          |          |          |          |
| 418 | Roland    |          |          |          |          |          |          | RAUS     |          |          |
| 427 | Trudy     |          |          | RAUS     |          |          |          |          |          |          |
| 429 | Elliott   |          |          |          |          |          |          | RAUS     |          |          |
| 442 | Phillip   |          |          | RAUS     |          |          |          |          |          |          |
| 445 | Chapman   |          |          | RAUS     |          |          |          |          |          |          |
| 451 | Phill     |          |          |          |          |          |          |          |          | RAUS     |
| 453 | Rachel    |          |          | RAUS     |          |          |          |          |          |          |

Die erste Staffel wurde von der 55-jährigen im Vietnam geborenen Amerikanerin Mai Whelan gewonnen.

## Episodenliste
| Nr. | Deutscher Titel           | Originaltitel             | Zusammenfassung                                                                | Erstveröffentlichung UK | Deutschsprachige Erstveröffentlichung (D) |
| --- | ------------------------- | ------------------------- | ------------------------------------------------------------------------------ | ----------------------- | ----------------------------------------- |
| 1   | Rotes Licht, grünes Licht | Red Light, Green Light    | Spiel: Rotes Licht, Grünes Licht; Test: Entscheidung; Spiel: Dalgona (Auswahl) | 22. Nov. 2023           | 22. Nov. 2023                             |
| 2   | Der Mann mit dem Schirm   | The Man With the Umbrella | Spiel: Dalgona; Test: Telefon                                                  | 22. Nov. 2023           | 22. Nov. 2023                             |
| 3   | Auf dem falschen Dampfer  | War                       | Test: Telefon (Eliminierung); Spiel: Schiffe versenken                         | 22. Nov. 2023           | 22. Nov. 2023                             |
| 4   | Kein Ausweg               | Nowhere to Hide           | Test: Abstimmung; Test: Springteufel (Auswahl)                                 | 22. Nov. 2023           | 22. Nov. 2023                             |
| 5   | Süßes oder Saures         | Trick or Treat            | Test: Springteufel; Aufgabe: Orangen                                           | 22. Nov. 2023           | 22. Nov. 2023                             |
| 6   | Auf Wiedersehen           | Goodbye                   | Spiel: Murmeln; Test: Loyalität                                                | 29. Nov. 2023           | 29. Nov. 2023                             |
| 7   | Freund und Feind          | Friend and Foe            | Test: Loyalität; Spiel: Glasbrücke                                             | 29. Nov. 2023           | 29. Nov. 2023                             |
| 8   | Einen Schritt näher       | One Step Closer           | Spiel: Glasbrücke; Test: Würfel                                                | 29. Nov. 2023           | 29. Nov. 2023                             |
| 9   | Kreis des Vertrauens      | Circle or Trust           | Spiel: Kreis des Vertrauens                                                    | 29. Nov. 2023           | 29. Nov. 2023                             |
| 10  | Ein glücklicher Tag       | One Lucky Day             | Abendmahl; Test: Tasten; Spiel: Schere, Stein, Papier                          | 6. Dez. 2023            | 7. Dez. 2023                              |

## Produktion
Die Show wurde im Juni 2022 durch einen Bewerberaufruf angekündigt. Kandidaten konnten sich aus aller Welt bewerben, mussten aber Englisch sprechen können. Mit 456 Spielern und 4,56 Millionen Dollar Preisgeld soll sie die größte Teilnehmeranzahl und das größte Preisgeld im Realityfernsehen haben. Aus dieser Masse konzentrierte sich der Schnitt auf etwa 30 bis 40 Spielern, die die Zuschauer so kennenlernen und mögen sollten.
Die Show wurde von den zwei unabhängigen britischen Produktionsunternehmen Studio Lambert und The Garden produziert. Die Dreharbeiten fanden im Januar 2023 in sechs Sound Stages in Barking, East London, und einem Flugzeughangar in Bedford als fensterloser Aufenthaltsraum statt. Das Set wurde von dem Squid-Game-Schöpfer Hwang Dong-hyuk und Schauspieler Anupam Tripathi besucht. Der Dreh dauerte drei Wochen.
Nach dem ersten Spiel sollen drei Teilnehmer wegen laut Netflix „milder Beschwerden“ von zum Produktionsteam gehörigen Sanitäter behandelt worden sein. Nachdem sie Bedenken bezüglich der Set-Bedingungen erreicht hatten, kontaktierte die britische Arbeitsschutzbehörde Health and Safety Executive die Produzenten und untersuchte die Abläufe der Show, aber befand, dass keine weiteren Handlungen ihrerseits notwendig seien.
Im Dezember 2023 wurde die Serie von Netflix um eine zweite Staffel verlängert, die am 4. November 2025 erscheinen soll. Nach Erscheinen der dritten und finalen Staffel der Mutterserie im Juni 2025 wurde im darauffolgenden Monat auch für The Challenge eine dritte Staffel angekündigt.

## Veröffentlichung
Die erste Staffel erschien in drei Teilen: mit fünf Episoden am 22. November 2023 und vier Episoden der zweiten Hälfte am 29. November 2023. Das Finale wurde am 6. Dezember 2023 veröffentlicht.

## Rezeption
Positiv urteilt Grace Henry von der Radio Times, die Show werde der Originalserie nicht nur gerecht, sondern sei dank neuer Twists, Herausforderungen und einem tatsächlichen Preisgeld sogar noch intensiver, und Jasper Rees vom Telegraph befindet, dass sie nichts an Spannung oder Faszination gegenüber der Originalserie verliere. Für Nicholas Quah von Vulture ist sie nicht nur gutes Realityfernsehen, sondern auch eine wirkungsvolle Adaption der Originalserie. Sie benutze die Sprache des Realityfernsehens, um auf eine eigene seltsame Weise die Themen der Parabel darüber, dass der Kapitalismus Menschen aufreibt, umzusetzen. Sie gewinne verblüffende und vielleicht sogar spitzere Ausdrucksformen der Metapher, indem sie diese wörtlich auslegt.
Angie Han vom Hollywood Reporter wiederum sieht es kritisch, mit einer Markenerweiterung aus Squid Game Profit zu schlagen, die fundamental missverstehe, wofür die Marke ursprünglich stand: die Dehumanisierung des Kapitalismus. The Challenge baue auf den oberflächlichsten Aspekten von Squid Game auf, während sie die tiefgründigen übergehe oder gar untergrabe. Sie demonstriere die Grenzen von Kunst, den Mächtigen Wahrheiten zu vermitteln („speak truth to the power“), dadurch dass die Originalserie, die kaum expliziter oder vernichtender gegen ökonomische Ungleichheit ausholen könne, um ein bereits wohlhabendes Unternehmen zu bereichern. Chase Hutchinson von Collider bezeichnet sie, weil sie die Spieler zur Unterhaltung ausbeute, als herzloser und grausamer, als selbst Skeptiker erwartet hatten, und im Kern moralisch bankrott.

### Auszeichnungen
Die Serie ist von der Art Directors Guild bei den Excellence in Production Design Award in der Kategorie des Besten Produktionsdesign einer Realityserie ausgezeichnet worden.
Bei den British Academy Television Awards gewann sie als Beste Reality-Serie.
Die Serie war bei den Creative Arts Emmys 2024 in den drei Kategorien für Herausragendes Produktionsdesign, Casting und Regie einer Reality-Show nominiert, aber gewann in keiner.